# Salvia subincisa
Salvia subincisa är en kransblommig växtart som beskrevs av George Bentham. Salvia subincisa ingår i släktet salvior, och familjen kransblommiga växter. Inga underarter finns listade i Catalogue of Life.